# Річки острова Монтсеррат
Перелік річок острова Монтсеррат (Британські заморські території). Майже всі річки острова вважаються прибережними, оскільки несуть свої води до морів (за винятком кількох менших потоків, які є притоками більших річок). Кілька річок острова, внаслідок вулканічної активності, залишили по собі лише річища.

## Перелік річок

Мапа Монтсеррат з указаними річками острова

Більшість річок острова невеликі й беруть початок у верхів'ях гір, живляться як підземними водами, так і частими дощами, що притаманні мусонному субтропічному клімату цієї частини Карибів. Але внаслідок вулканічної активності на острові річища, та й самі водотоки є мінливими, а деякі річки перекриті значним шаром магми та гірських порід. Всі поселення острова розкинулися на берегах саме цих прісноводних артерій острова.

### Діючі річки та потоки
- Пелікан-Ґат (англ. Pelican Ghaut) → впадає до Атлантичного океану;
- Боттомлесс-Ґат (англ. Bottomless Ghaut) → впадає до Атлантичного океану;
- Фарм-Рівер (англ. Farm River) → гирло річки наповнене магмою, тому відбувся незначний зсув річища в північну сторону острова → впадає до Атлантичного океану;
  - Лі-Рівер (англ. Lee River) → ліва притока Фарм-Рівер;
- Гот-Рівер (англ. Hot River) → впадає до Атлантичного океану;
- Белгам-Рівер (англ. Belham River) → у своїй горішній частині річище річки заповнене магмою → впадає до Карибського моря;
  - Даєрз (англ. Dyer's River) → права притока Белгам Рівер
- Нантс (англ. Nantes River) → впадає до Карибського моря;
- Лав'єрс-Рівер (англ. Lawyers River) → впадає до Карибського моря;
- Ранавей-Ґат (англ. Runaway Ghaut) → впадає до Карибського моря;
- Коллінс (англ. Collins River) → впадає до Карибського моря;

### Зниклі річки
Чимало річок острова виявилися присипаними шаром гірських порід та магми, які стікали із жерла вулкану саме долинами-ущелинами річок:
- Передайз-Рівер (англ. Paradise River) → була притокою Фарм-Рівер, яка змінила річище внаслідок вулканічної активності на острові;
- Тар-Рівер-Веллі (англ. Tar River Valley) → залишилося річище, присипане вулканічними породами;
- Вайт-Рівер (англ. White River) → залишилося річище, присипане вулканічними породами;
- Москіто-Ґат (англ. Mosquito Ghaut) → залишилося річище, присипане вулканічними породами;
- Тайтс-Ґат (англ. Tuits Ghaut) → залишилося річище, присипане вулканічними породами;
- Вайтес-Ґат (англ. Whites Ghaut) → залишилося річище, присипане вулканічними породами;
- Ґеґс-Веллі (англ. Gages Valley) → залишилося річище, присипане вулканічними породами;
- Форт-Ґат (англ. Fort Ghaut) → залишилося річище, присипане вулканічними породами;
- Аймерс-Ґат (англ. Aymer's Ghaut)[3] → гирло річки наповнене магмою → впадає до Карибського моря;
- Джінджойс-Ґат (англ. Gingoes Ghaut) → залишилося річище, присипане вулканічними породами;
- Джерманс-Ґат (англ. German's Ghaut) → залишилося річище, присипане вулканічними породами;
- Ґрейт-Альпс-Веллі (англ. Great Alps Valley) → залишилося річище, присипане вулканічними породами;
- Драй-Ґат-Суфрієр (англ. Dry Ghaut Soufriere) → залишилося річище, присипане вулканічними породами;